# Altair im Sternenland
Altair im Sternenland (Originaltitel Altair in Starland) ist eine deutsche Zeichentrickserie, die in Deutschland vom Kindersender KI.KA ausgestrahlt wird.

## Handlung
Altair im Sternenland handelt von einem Jungen, der fliegen kann und in einer surrealen Welt lebt. Die Einwohner dieser Welt haben blaue Haut, Schlappohren und eine Hundenase. Der kleine leuchtende Stern Blip begleitet Altair auf seinen Abenteuern.

## Produktion
Die Sendung wurde von der BAF Berliner Animation Film GmbH & Co Prod. GmbH und der BFC Berliner Film Companie Productions GmbH im Studio der Hahn Film + Video GmbH produziert. Regie führte Gerhard Hahn. Von 2001 bis 2003 entstanden 52 Folgen mit einer Länge von je 11 Minuten. Die Produktion der Serie ist abgeschlossen.
2005 erschienen in Zusammenarbeit mit Genius Products einige Folgen in englischer Sprache auf DVD.